# 古川愛李
古川 愛李（ふるかわ あいり、1989年〈平成元年〉12月13日 - ）は、日本のイラストレーター。元アイドルで女性アイドルグループ・SKE48の元メンバーである。
愛知県出身。Mousa所属。

## 略歴

### SKE48加入前
- 2004年9月、『モーニング娘。ラッキー7オーディション』に応募する。二次選考まで残ったが落選する。
- 2005年2月、『モーニング娘。オーディション2005』に応募する。三次選考まで残ったが落選（同時期にNHKの『中学生日記』に出演する）[3]。
- 2006年12月、『avex audition 2006』の合格者58人の中の1人に選ばれる[4]。
- 2008年9月、『響き渡る歌声!今、新たな歌の伝道師が誕生する!!「J:COM×アニマックス 第2回全日本アニソングランプリ」』に出場して、決勝大会のファイナルステージに進出する[5]。

### SKE48在籍時
2009年
- 3月29日、『SKE48第二期メンバーオーディション』に合格。
- 4月25日、『「神公演予定」* 諸般の事情により、神公演にならない場合もありますので、ご了承ください。』においてチームKIIとして初披露。
- 6月13日、SKE48 チームKII 1st Stage「会いたかった」公演にて劇場公演デビュー。

2010年
- 11月17日発売の4thシングル「1!2!3!4! ヨロシク!」の選抜メンバーとなる。
- 12月29日、同日発売の漫画パチンコ777において、4コマ漫画『みどキュインのゼブラ天使キュインキュイ～ンな日常』連載開始（日刊スポーツでも別内容で2011年1月8日紙面から連載開始）。漫画家・イラストレーターとしての活動を始める[6]。

2012年
- 5月から6月にかけて実施された『AKB48 27thシングル 選抜総選挙』では30位で、アンダーガールズに選出された[7]。

2013年
- 5月から6月にかけて実施された『AKB48 32ndシングル 選抜総選挙』では27位で、アンダーガールズに選出された[8]。

2014年
- 1月、SKE48とGALAXYによる新ユニットGALAXY of DREAMSが結成され、メンバーに選出された[9]。
- 2月24日、「AKB48グループ大組閣祭り〜時代は変わる。だけど、僕らは前しか向かねえ!〜」のチーム再編でSKE48チームKIIリーダー就任が発表された[10]。
- 5月から6月にかけて実施された『AKB48 37thシングル 選抜総選挙』では37位で、ネクストガールズに選出された[11]。

2015年
- 2月1日、SKE48劇場で行われたチームKII公演で3月でSKE48卒業を発表[12]。
- 3月31日、パシフィコ横浜で行われた「コケティッシュ渋滞中」リリースイベントをもって、SKE48を卒業[13]。以降イラストレーター業に専念。

### SKE48卒業後
- 2015年
  - 7月、自主制作により2冊の絵本『ちびあいりんと海の世界』『ちびあいりんのすうじのえほん』を発表[14][15]。
  - 10月、コミック総合サイト「Comic Walker」で、漫画『ちびあいりんの○○語らせていただきます』を連載開始[16]。
  - 11月、自身のイラストが採用されたグッズがサンシャイン水族館で発売[17]。
- 2018年
  - 1月1日、自身のTwitterにおいて2017年に一般男性と結婚し出産していたことを公表[18][19]。
  - 4月、漫画『ちびあいりんのゆるやかな日常』がアニメ化され、スマートフォン向けアニメ配信アプリ「タテアニメ」内で配信開始。自身も主人公のちびあいりん役で出演する[20]。
  - 12月3日、Mousaの所属となったことを同社公式サイトで発表[21]。
- 2023年
  - 7月10日、第2子妊娠を発表[22]。10月22日、第2子男児を出産したことを発表。[23]

## 人物
- 声優の堀江由衣のファンでもあり、偶然にも20歳の誕生日と放送日が重なった『神田朱未のわたしのすきなこと。』[24]において、パーソナリティである神田朱未から堀江のサイン入りCDがプレゼントされた。また堀江本人からは誕生日を祝うコメントが寄せられ、感涙した。
- ガンダムシリーズのファンで、好きなキャラクターはシャア・アズナブル[25]。2013年6月には「シャア専用オーリス」のPRを行うバーチャルカンパニー「ジオニックトヨタ」の特別広報部員に就任した[26]。
- 2012年現在、ポルノグラフィティのファンクラブ「love up!」に入会している[27]。
- 好きな楽曲として、『魔法少女リリカルなのはA's』のオープニングテーマである水樹奈々の「ETERNAL BLAZE」を挙げた[28]。
- カエルのぬいぐるみであるピクルスを好んで所持している。握手会などにも持参することがある[29]。
- 好きなイラストレーターは西又葵[30]。
- 2011年の時点で将来の夢はアニソン歌手だった[31]。
- 村田寛奈（9nine）[32]と橘ゆりか（元アイドリング!!!）[33]はデビュー当時からの友人である。

### SKE48
- 愛称は、あいりん[34]。キャッチフレーズは「三度の飯よりアニメが大好き! あなたのヒロインになりたいな」[35]。
- よゐこ・濱口優、笑い飯・哲夫、TKO・木本武宏がSKE48の中での一推しメンバーに古川の名前を挙げた[36]。
- SKE48二次元同好会の会員ナンバー5番[37]。中西優香、都築里佳、木﨑ゆりあなどと共に同好会を作っていた。
- もともと松井玲奈に憧れてSKE48に入った。中西優香によると、「全然付き合います」と言うほどの惚れ込みようだが、「玲奈の前では照れちゃって全然ダメ」とのこと[38]。松井玲奈も自身のブログで「あいりんが大好き」とつづっている[39]。

## SKE48在籍時の参加楽曲

### シングルCD選抜楽曲
SKE48名義
- 「青空片想い」に収録
  - バンジー宣言 - 「チームB.L.T.」名義
- 「ごめんね、SUMMER」に収録
  - 羽豆岬 - 「アンダーガールズB」名義
- 1!2!3!4! ヨロシク!
  - そばにいさせて
  - 青春は恥ずかしい - 「紅組」名義
- バンザイVenus
  - 愛の数 - 「チームKII」名義
- パレオはエメラルド
  - 積み木の時間
- 「オキドキ」に収録
  - 初恋の踏切
  - 微笑みのポジティブシンキング - 「紅組」名義
- 片想いFinally
  - 今日までのこと、これからのこと
- アイシテラブル!
  - ハレーション - 「セレクション8」名義
- キスだって左利き
- チョコの奴隷
  - バイクとサイドカー - 「14カラット」名義
- 美しい稲妻
  - 2人だけのパレード - 「Team KII」名義
  - 青春の水しぶき - 「ボートピア選抜」名義
- 賛成カワイイ!
  - 道は なぜ続くのか? - 「愛知トヨタ選抜」名義
  - ずっとずっと先の今日 - 「セレクション18」名義
- 未来とは?
  - Mayflower - 「九龍嬢」名義
  - GALAXY of DREAMS - 「GALAXY of DREAMS」名義
  - S子と嘘発見器 - 「Team KII」名義
  - 僕らの絆
- 不器用太陽
  - Coming soon - 「ボートピア選抜」名義
  - 友達のままで - 「セレクション10」名義
  - サヨナラ 昨日の自分 - 「Team KII」名義
- 12月のカンガルー
  - DA DA マシンガン - 「Team KII」名義
  - 愛のルール - 「フォーカード」名義
- 「コケティッシュ渋滞中」に収録
  - 僕は知っている - 「DOCUMENTARY of SKE48」名義
  - 今夜はJoin us! - 「Team KII」名義
  - 桜、覚えていてくれ

AKB48名義
- 「ギンガムチェック」に収録
  - なんてボヘミアン - 「アンダーガールズ」名義
- 「永遠プレッシャー」に収録
  - 強がり時計 - 「SKE48」名義
- 「恋するフォーチュンクッキー」に収録
  - 愛の意味を考えてみた - 「アンダーガールズ」名義
- 「鈴懸の木の道で「君の微笑みを夢に見る」と言ってしまったら僕たちの関係はどう変わってしまうのか、僕なりに何日か考えた上でのやや気恥ずかしい結論のようなもの」に収録
  - Escape - 「SKE48」名義
- 「前しか向かねえ」に収録
  - KONJO - 「Talking Chimpanzees」名義
- 「心のプラカード」に収録
  - ひと夏の反抗期 - 「ネクストガールズ」名義
- 「希望的リフレイン」に収録
  - 歌いたい - 「かとれあ組」名義
- 「Green Flash」に収録
  - 世界が泣いてるなら - 「SKE48」名義

### アルバムCD選抜曲
SKE48名義
- 『この日のチャイムを忘れない』に収録
  - 叱ってよ、ダーリン! - 「チームKII」名義
  - ヘビーローテーション - 「チームKII」名義

AKB48名義
- 『ここにいたこと』に収録
  - ここにいたこと
- 『1830m』に収録
  - 青空よ 寂しくないか?
- 『次の足跡』に収録
  - イチニノサン

### 劇場公演ユニット曲
チームKII 1st Stage「会いたかった」公演
- 涙の湘南
- 恋のPLAN
- 背中から抱きしめて
- リオの革命
- スカート、ひらり

チームKII 2nd Stage「手をつなぎながら」公演
- 雨のピアニスト
※高柳明音の全員曲アンダー

チームKII 3rd Stage「ラムネの飲み方」公演
- 眼差しサヨナラ
- Nice to meet you!
秦佐和子のユニットアンダー
※高柳明音の全員曲アンダー

チームKII 4th Stage「シアターの女神」公演
- 嵐の夜には

チームKII 5th Stage「ラムネの飲み方」公演
- フィンランド・ミラクル

## 出演

### テレビドラマ
- 中学生日記「恋に燃え。アニメに萌え」（2005年10月17日、NHK教育・名古屋放送局制作） - 古川愛李 役[注 1]
- 恋するハエ女 第4話（2012年11月27日、NHK総合・名古屋放送局制作） - マイたん 役
- スマホラー劇場「ロストソウル」（2014年3月31日、BS-TBS） - 藤村渚 役[40]

### バラエティ
- ぶっつけ!! 〜SKE48お笑いへの道〜（2010年6月11日 - 2011年4月1日、東海テレビ）
- 夏だ!祭りだ!まるナツ2010（2010年7月12日 - 26日・8月9日 - 23日、東海テレビ）
- お宝発信タワー DAI-NAMO（2011年5月18日 - 9月21日、CBCテレビ） - アイサンギーものづくり王国のコーナーを担当。
- SKE48の世界征服女子（2011年11月7日 - 2014年3月 不定期出演、中京テレビ）
- SKE48のよくばり課外授業!（2013年4月28日 - 9月29日、東海テレビ） - 司会進行。
- SKE48のエビフライデーナイト（2013年10月5日 - 12月21日、日本テレビ）
- サンヨーハウジング名古屋presents SKE48のリア住（2014年6月7日・6月14日、テレビ愛知）
- SKE48の火曜アルバイト劇場（2014年7月1日 - 30日、CBCテレビ）
- SKE48 エビショー!（2014年7月15日 - 9月30日、日本テレビ）
- SKE48 エビカルチョ!（2014年10月12日 - 2015年1月4日、日本テレビ）

### テレビアニメ
- AKB0048（2012年6月3日、全国独立放送協議会加盟局） - 第6話・やよい 役、第11話・高円寺葵 役
- AKB0048 next stage（2013年、全国独立放送協議会加盟局） - 高円寺葵 役

### Webアニメ
- ちびあいりんのゆるやかな日常（2018年、タテアニメ） - ちびあいりん（本人）役

### ラジオ
- 神田朱未のわたしのすきなこと。（2009年11月1日 - 2011年10月23日、FM AICHI）
- よしもとオンライン大阪 よしもと○○同好会（2010年2月1日 - 3月29日、MBSラジオ）
- ゆきねえの名古屋なごやか喫茶（2010年2月3日、NHKラジオ第1）
- SKE48♥1+1は2じゃないよ!（2010年11月23日 - 不定期出演、東海ラジオ）
- 0時のつぶやき第2部「古川愛李の水曜はアイリの晩」（2013年10月2日 - 2014年3月26日、CBCラジオ）  - 初の単独パーソナリティ番組
- 古川愛李の木曜はアイリの晩（2014年4月3日 - 2015年3月26日、CBCラジオ）  - 「ナガオカ×スクランブルの内包番組

### イベント
- J:COM×アニマックス 第2回全日本アニソングランプリ（2008年9月21日）
- 『KYORAKU モアサプライズ!!ナイター』サプライズステージ（2009年8月14日、クリネックススタジアム宮城） - スタジアムDJも担当。
- ぱちんこ・パチスロあしたのジョーファンフェスティバル〜あしたのために、打つべし!〜（2010年1月24日、東京ビッグサイト）
- 古川愛李の絵画展inサンシャイン60展望台（2015年4月23日 - 5月6日、サンシャイン60展望台）

### ネット配信
- アニメロ新人オーディション（ドワンゴ）
- おしゃべりやってまーす 第48放送（2010年3月24日 - 2011年5月4日、K'z Station）
- おしゃべりつづけまーす ハピ☆ホリ～Happy Holic Days～ → おしゃべりつづけまーす ゆる☆ふる[注 2]（2011年5月18日 - 、K'z Station）
- SKE48の私立SPA!学園（2011年8月24日・12月23日・2012年10月22日、ニコニコ動画）
- 学校の怪談 第5話「人体模型」（2012年8月、BeeTV）
- 古柳の不安定でいきませう。（2014年3月18日 - 2015年3月19日、ニコニコ動画）

### CD
- イースVIIプロローグ ドラマCD 〜綴られざる冒険譚〜（Ys SEVEN初回限定版付録、日本ファルコム）- セラ 役
- 英雄伝説 空の軌跡 クローゼ物語 〜翼、羽ばたくとき〜（日本ファルコム） - ルーシー 役[41]

### ゲーム
- 携帯SNS恋愛ADV「君と一緒に2」 - 本人 役[42]

## 書籍

### 雑誌・新聞連載
- サイゾー「SKE48の大人のための二次元講座」（2010年6月18日 - 、サイゾー）
- 漫画パチンコ777（2010年12月29日、竹書房） - 漫画「みどキュインのゼブラ天使キュインキュイ〜ンな日常。」を月1回連載。
- 日刊スポーツ（2011年1月8日 - 、日刊スポーツ新聞社） - 漫画「みどキュインのゼブラ天使キュインキュイ〜ンな日常。」を上記と別内容で連載。
- Top Yell（2012年3月6日 - 、竹書房） - 「SKE48古川愛季の安心安全情報局」を連載。
- グラビアテレビジョン（2015年8月11日 - 、KADOKAWA） - 「ちびあいりんのゆるやかな日常」を連載。
- ENTAME（2015年12月号 - 、徳間書店） - 「ちびあいりんのコスチューム大辞典」を連載。

### 漫画
- ちびあいりんの○○語らせていただきます（2016年4月20日、KADOKAWA ISBN 978-4-04-070765-5）[16]
- ちびあいりんのゆるやかな日常（2017年4月1日、KADOKAWA ISBN 978-4-04-895945-2）